# Windows NT 3.1 Advanced Server
A Windows NT 3.1 Advanced Server , a Microsoft Corporation által létrehozott Windows NT termékcsalád első szerver operációs rendszere. A terméket a Microsoft vállalati kiszolgálónak szánta.A terméket 1993 július 27-én a Windows NT Workstation (asztali) változattal egy időben mutatta be a nagyközönségnek.
A Windows NT fejlesztése 1988 novemberében kezdődött, miután a Microsoft felkérte a Dave Cutler által vezetett Digital Equipment Corporation fejlesztő csapatot egy új 32 bites operációs rendszer megalkotására. A fejlesztők az új operációs rendszert alapvetően alkalmazás és fájlkiszolgálónak készítették, amit a fejlesztés során kibővítettek adatbázis-kezelő (SQL server) és elektronikus levelezés kiszolgáló (Microsoft Mail) alkalmazásokkal.
A Windows NT 3.1 Advanced Server operációs rendszerben olyan új funkciók jöttek létre, mint a szünetmentes berendezések használatának támogatása, ami védelmet nyújt áramkimaradások ellen, támogatja a RAID rendszereket amellyel már több terabájt lemezes tárolás is kezelhető, fejlett jogosultságkezelés, Windows-alapú alkalmazásokra használt ütemező, beépített hálózatkezelés, tartományvezérlő funkció, OS/2 és POSIX alrendszerek, a többprocesszoros architektúrák támogatása 4 processzorig, valamint az NTFS fájlrendszer.

## Futtató környezet
A kiszolgáló (Server) támogatja az Intel x86 és RISC architektúrát egyaránt. A rendszer felépítése mikro-kernel alapú, ami támogat maximum 4 processzort, és maximum 64 MiB (mebibájt) fizikai és 4 GiB virtuális memóriát. Futtathatóvá teszi a 16 bites és 32 bites alkalmazásokat.
Minimális rendszerkövetelmény legalább egy Intel 486 DX processzor 25 MHz, 16 MiB RAM és 90 MiB szabad lemezterület a merevlemezen. A RISC architektúra esetében MIPS R3000/R4000 processzor, legalább 16 MiB RAM és 110 MB szabad lemezterület a merevlemezen.
Lehetőség van Alpha futtató környezet használatára is azzal a megkötéssel, hogy csak DECpc AXP 150 Alpha számítógép támogatott, és a tulajdonosnak kellett a megfelelő NT 3.1 CD-t számítógépéhez külön megrendelni.

## Lásd még
- Microsoft Corporation
- MS-DOS
- IBM
- Grafikus felhasználói felület
- Operációs rendszerek listája
- History of Microsoft Windows (A Microsoft Windows története; angol)